# Canet d’Adri
Canet d’Adri (korábbi hivatalos nevén, spanyolul: Canet de Adri) egy község Spanyolországban, Katalónia autonóm közösségben, Girona tartományban. Lakosainak száma 744 fő (2024).

## Földrajz
A község északkelet-Spanyolországban, Gironès comarca északnyugati részén található, Girona városától kevesebb mint 10 km távolságra. Canet d’Adri Porqueres, Camós, Palol de Revardit, Sant Gregori, Sant Martí de Llémena és Sant Miquel de Campmajor községekkel határos. A községhez tartozó falvak: Canet, Adri, Montcal, Montbó, Biert és Rocacorba.
Területének legmagasabb pontja a 985 méterrel a tengerszint fölé emelkedő Rocacorbai-csúcs.

## Turizmus, látnivalók
- Szent Vince-templom: Bár már 822-ben is említették, a háromhajós templom ma is látható legrégebbi részei (a déli fal egy része és a szentélyek) a 11. századból származnak. A 16. században átépítették, ekkor változtatták meg főhomlokzatát a mai kinézetére, rózsaablakkal és reneszánsz stílusú kapuval, valamint ekkor épült a harangtorony is.[5]
- Szent Lőrinc-templom: Egyhajós, 12. századi templom, köríves záródású szentéllyel, amelynek külsején fogazott fríz húzódik. Nyugat felé néző homlokzatának legszembetűnőbb eleme a kapu, amelynek félkör alakú boltívét két faragott fejezetű oszlop tartja. Egy 15. századi földrengés károkat okozott az épületben, ezért később több fázisban, egészen a 18. századig elhúzódóan átépítették: többek között oldalkápolnákat és tornyot is építettek hozzá.[5]
- Rocacorbai vár: Első írásos említése 1130-ból származik.[6]
- Szent János-templomrom: Bár 1200 előttről nem ismert írásos említése, stílusa alapján valószínűleg a 11. századból vagy a 12. század elejéről származhat. Egyhajós, félköríves szentélyzáródású épület, amely a déli oldalhoz később hozzáépített sekrestyétől eltekintve őrzi eredeti szerkezetét. Főhomlokzatát a 16. és a 17. század során átalakították. Félköríves ívű kapuja felett egy kicsi, kereszt alakú ablak nyílik. Tornya négyszögletű alaprajzú, sisakja gúla alakú. A templomot a 19. század vége óta nem használják.[7]

## Népesség
A község népessége az elmúlt években az alábbi módon változott:
| Lakosok száma | 647  | 1118 | 1049 | 806  | 454  | 538  | 605  | 644  | 723  | 744  |
|               | 1717 | 1887 | 1936 | 1960 | 1986 | 2004 | 2009 | 2014 | 2019 | 2024 |

## Története
A község területének legrégebbi (a korai és a középső őskőkorszakból származó) régészeti leleteit 1982-ben fedezték fel a központtól nyugatra. A késői újkőkorszakból százmarik a montbói dolmen, amelynek környékét az egész bronzkorban, sőt, utána az i. e. 8. századig temetkezési helynek használták. 1965 és 1972 között ibérikus és római stílusú kerámiák darabjait is megtalálták a község mai területén. A mai települések ősei a 9–11. században jöttek létre, és 1000 körül végül templomok köré szerveződtek: Biert több önálló települése például betagozódott a már 968-ban is létező Szent Márton plébániába. Ennél is régebbi (822-ből származó) írásos említése van a caneti Szent Vince-plébániának, míg a montcali Szent Cecíliáé 1057-ből, az adri Szent Lőrincé 1078-ból, montbói Szent Jánosé pedig 1200-ból származik (bár az itteni templom ennél régebben áll már). A feudalizáció során a Gironai egyházmegye befolyása érvényesült a területen, ami több vitát is szült, például 1195-ben a gironai székesegyház Bonet nevű papja és Montcal Bernat de Santa Cecilia nevű polgármestere között a plébániatemplom raktározott árpájával kapcsolatban. A környék másik nagy feudális uradalma az 1065-ben már megemlített rocacorbai vár köré szerveződött. A középkorban intenzív mezőgazdasági termelés folyt a caneti és az adri sík területeken, valamint Montcal környékén.

## Képek

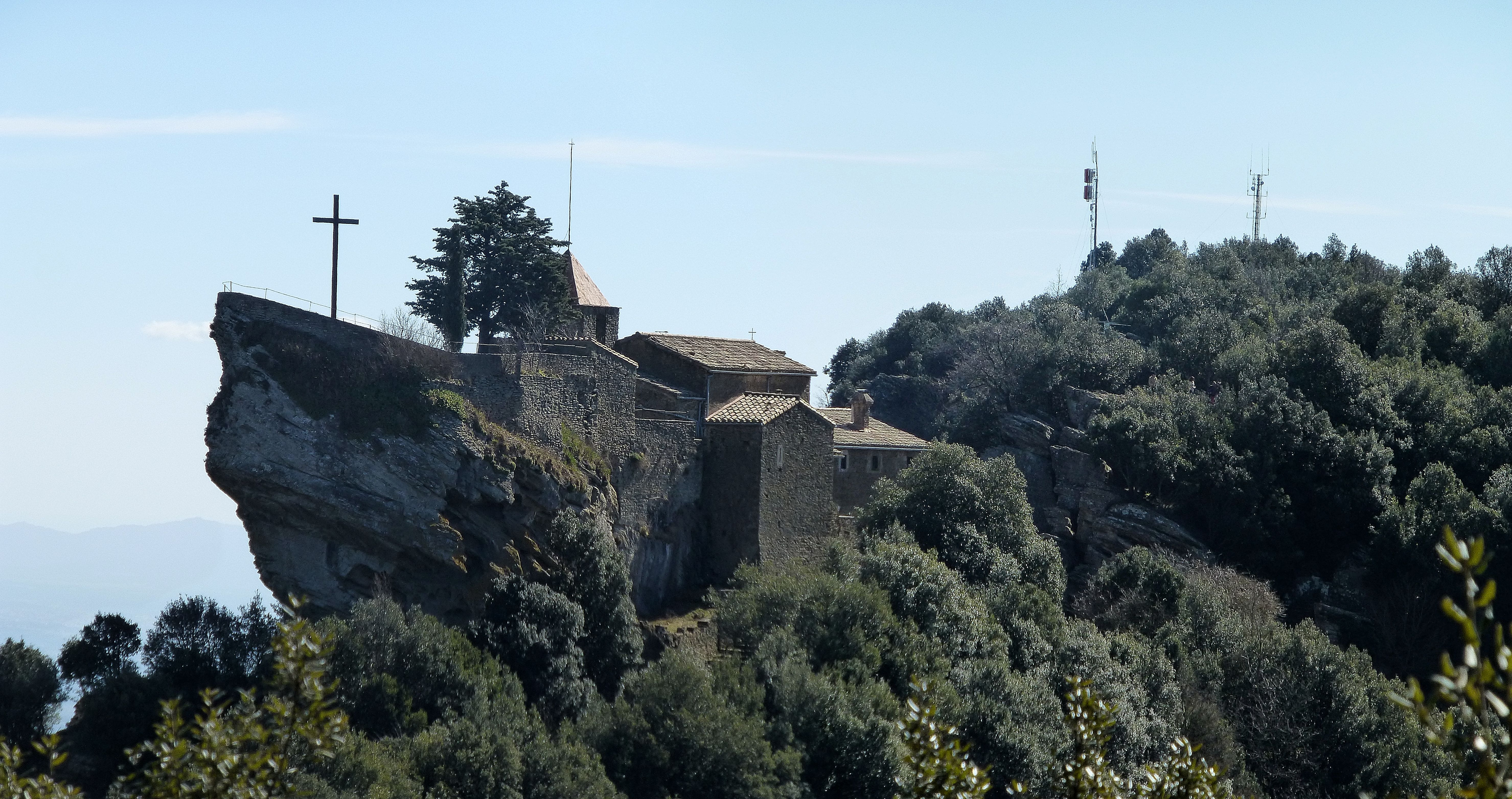
A rocacorbai vár
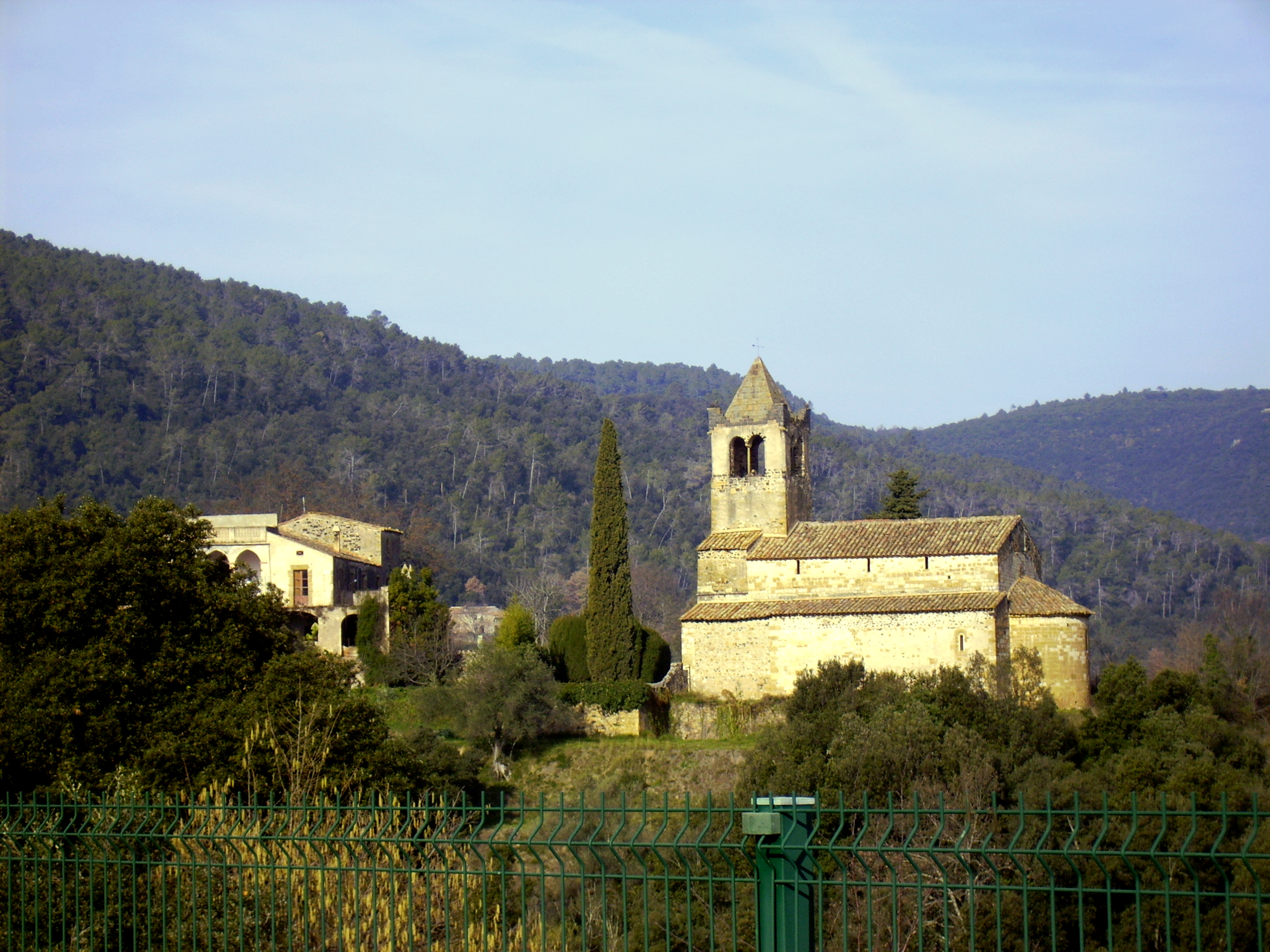
Az adri Szent Lőrinc-templom
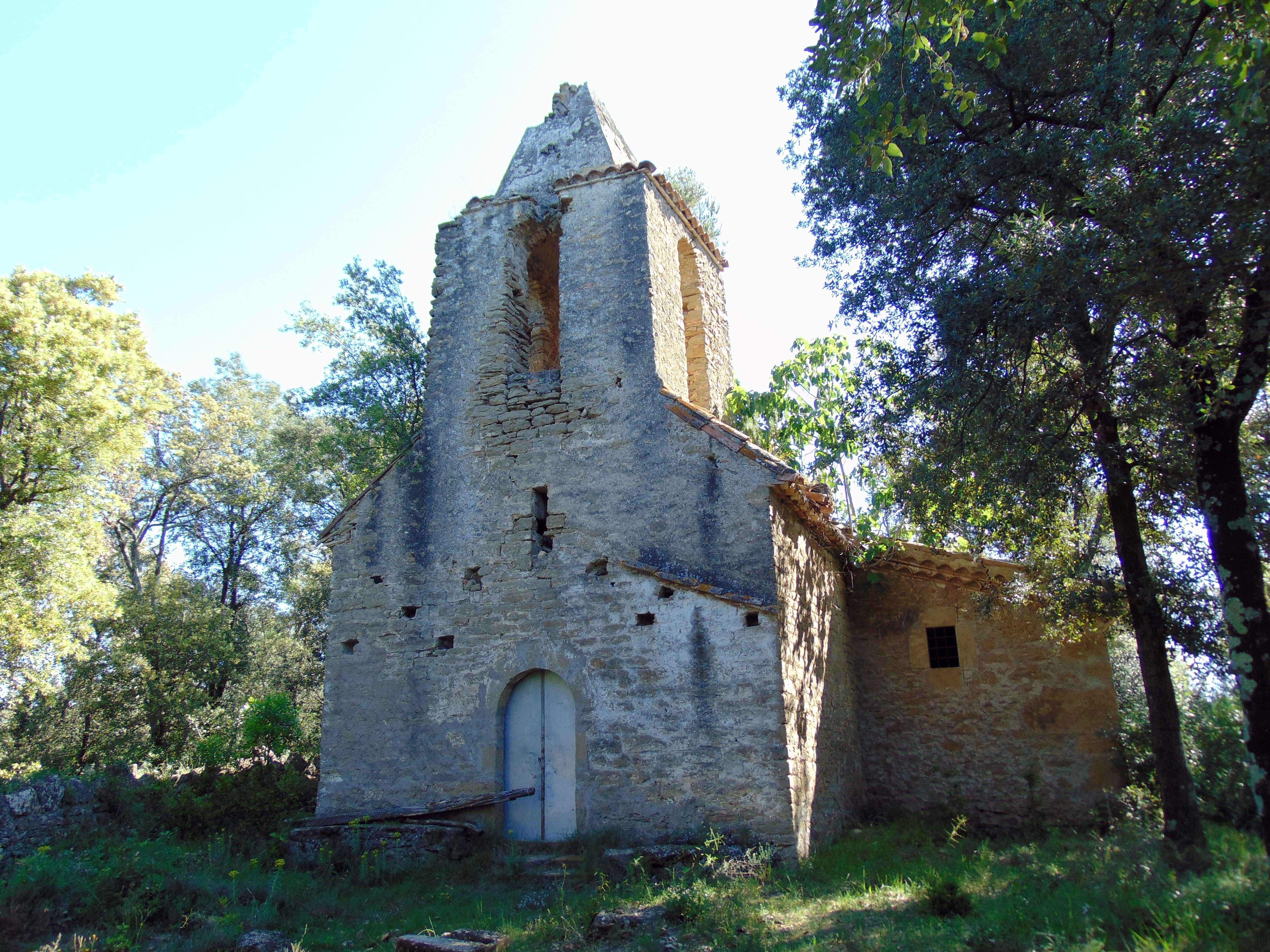
A montbói Szent János-templomrom
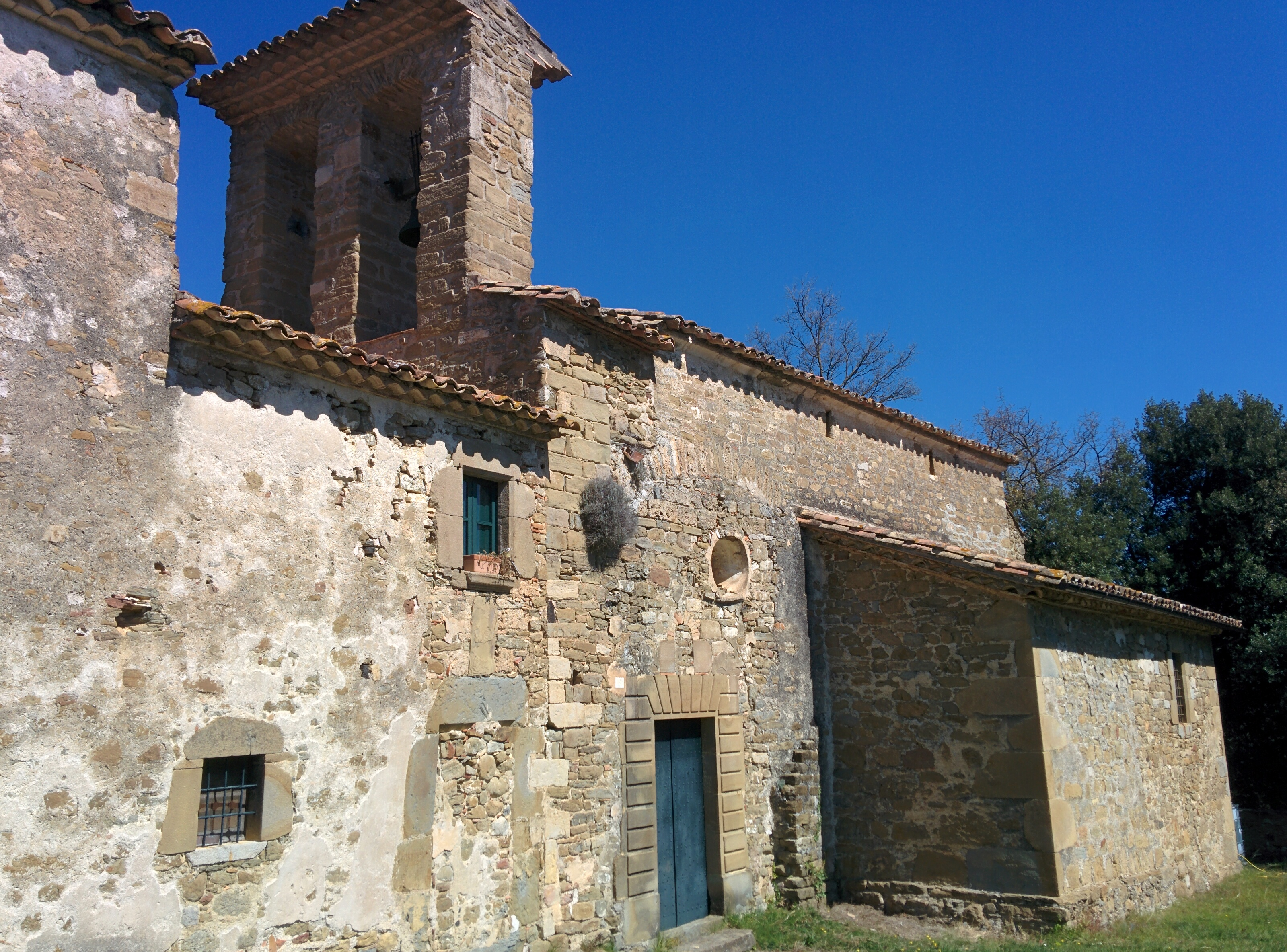
A bierti Szent Márton-templom